# Pont de pierre (Riga)
Pour les articles homonymes, voir Pont de pierre.
Le pont de pierre (en letton : Akmens tilts) est un pont qui traverse le fleuve Daugava à Riga, capitale de la Lettonie.

## Description
Akmens Tilts est un pont routier long de plus d'un demi-kilomètre. Le pont est situé entre le pont ferroviaire et le pont Vansu. Des tramways, des trolleybus et des bus empruntent également le pont.

## Caractéristiques
La superstructure du pont comporte une poutre métallique continue à sept travées (50,6 + 64,4 + 75,1 + 85,1 + 75,1 + 64,4 + 50,6 m). 
Sept travées sur 8 sont recouvertes d'une poutre continue. La partie du pont côté rive droite est relevable pour permettre le passage des navires si nécessaire, mais elle n'a jamais été levée.
Huit poutres à paroi pleine en acier faiblement allié à section double T de 1,8 à 2,4 mètres de haut sont placées dans la section transversale du pont. 
Le pont est droit dans son plan, mais de profil, il suit une courbe verticale de 4 505 mètres. 
La structure de la travée est en acier faiblement allié. Dans la section transversale, il y a 8 poutres principales de section en I d'une hauteur de 1,8 à 2,4 m. Les poutres sont unies par des connexions longitudinales et transversales. 
Une dalle de chaussée monolithique en béton armé de 18 cm d'épaisseur est installée au-dessus des poutres. Les fondations des supports sont construites sur des regards préfabriqués d'un diamètre de 5,1 à 5,7 m et d'une longueur de 13 m, remplis de béton. Les corps porteurs sont en béton armé monolithique avec revêtement en granit massif. La longueur du pont est de 503,12 m, la largeur de 27,5 m (dont la largeur de la chaussée est de 21,5 m et deux trottoirs de 3 m chacun).
Deux voies de tramway, quatre voies de transport sans voie et deux trottoirs de 3 mètres de large sont placés dans la section de chaussée de 27,5 mètres de large. La partie de la chaussée en béton armé est préfabriquée à partir de dalles de 18 cm d'épaisseur.
La travée continue pesant environ 3 000 tonnes a été assemblée par déplacement longitudinal progressif. 

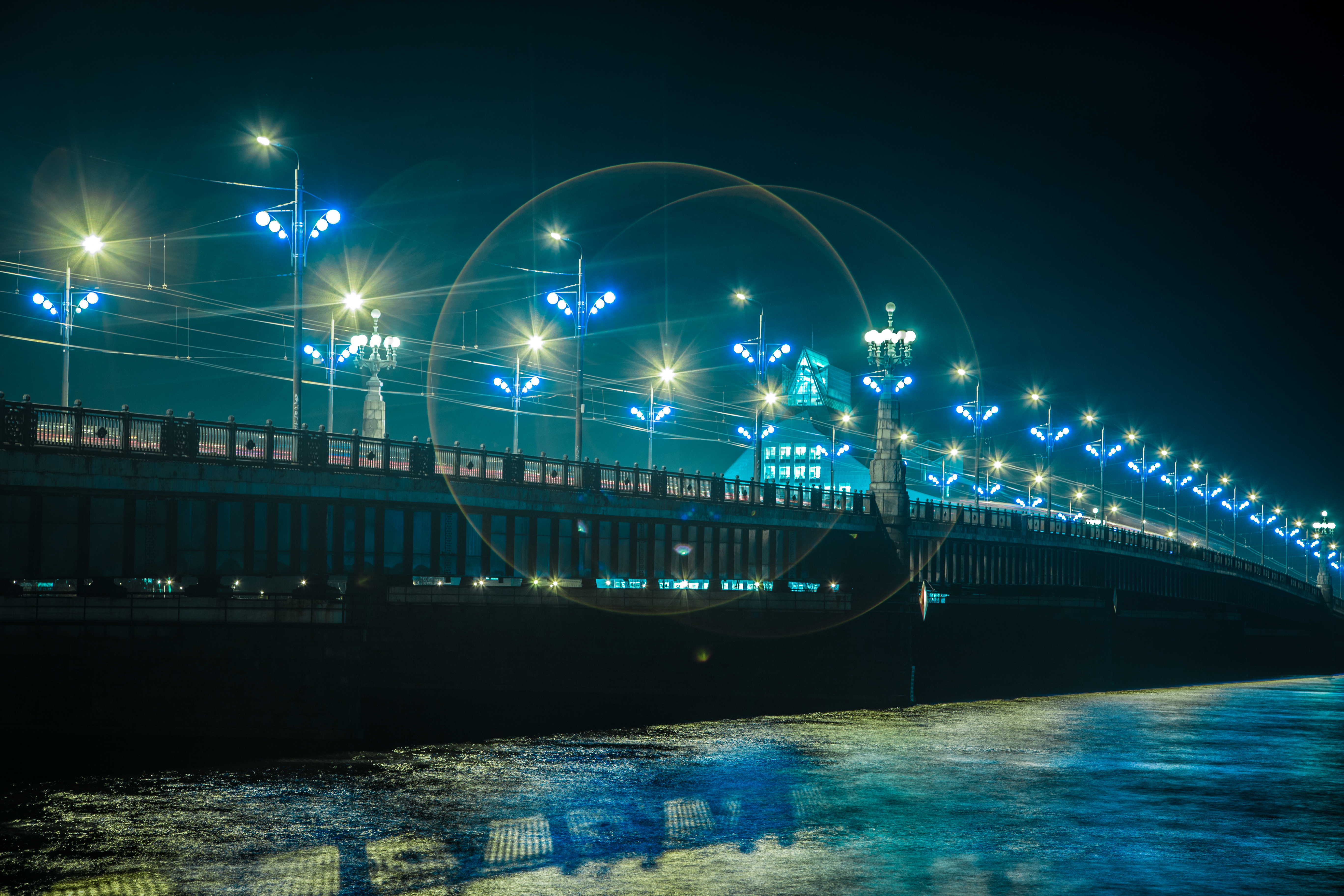

## Histoire
Pour le site du pont, l'axe de l'ancien pont flottant a été choisi, qui permettait depuis 1896 la circulation routière entre les deux rives du Daugava.
Après la destruction du pont de Zemgale en 1944, le pont actuel a commencé à être construit en 1955 comme deuxième pont de circulation routière. En fait, sa travée n'est pas faite de pierre, c'est une poutre métallique continue. 
Le projet du pont a été élaboré à l'Institut spécialisé de conception de constructions en acier de Moscou. Les concepteurs du projet sont l'ingénieur G. Popovs, l'architecte - K. Jakovlevs.
Les travaux de construction ont commencé en 1955.
Le nouveau pont d'Octobre a été inauguré le 5 novembre 1957 et doit son nom au 40ème anniversaire de la Grande Révolution d'Octobre. Tramways, trolleybus, bus et voitures circulent sur la chaussée de 27,5 mètres de large. Sur les côtés du pont se trouvent des trottoirs piétonniers de 3,5 mètres de large, dont les garde-corps sont décorés d'ornements. En 1992, le pont a été rebaptisé Pont de Pierre.
La longueur totale du pont est de 503,12 mètres. Initialement, la partie du pont située sur la rive droite était relevable pour le passage de plus gros navires.

## Galerie

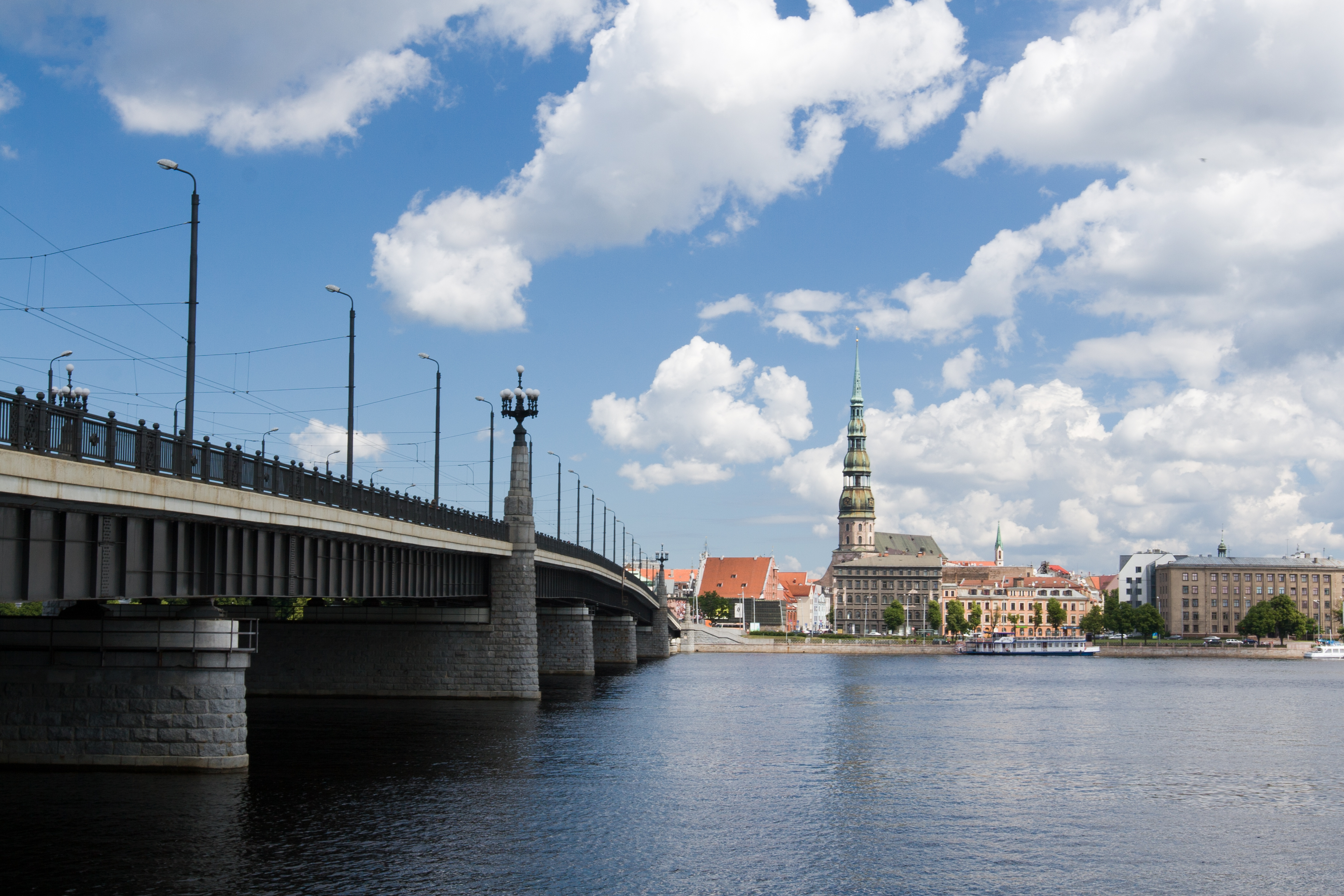
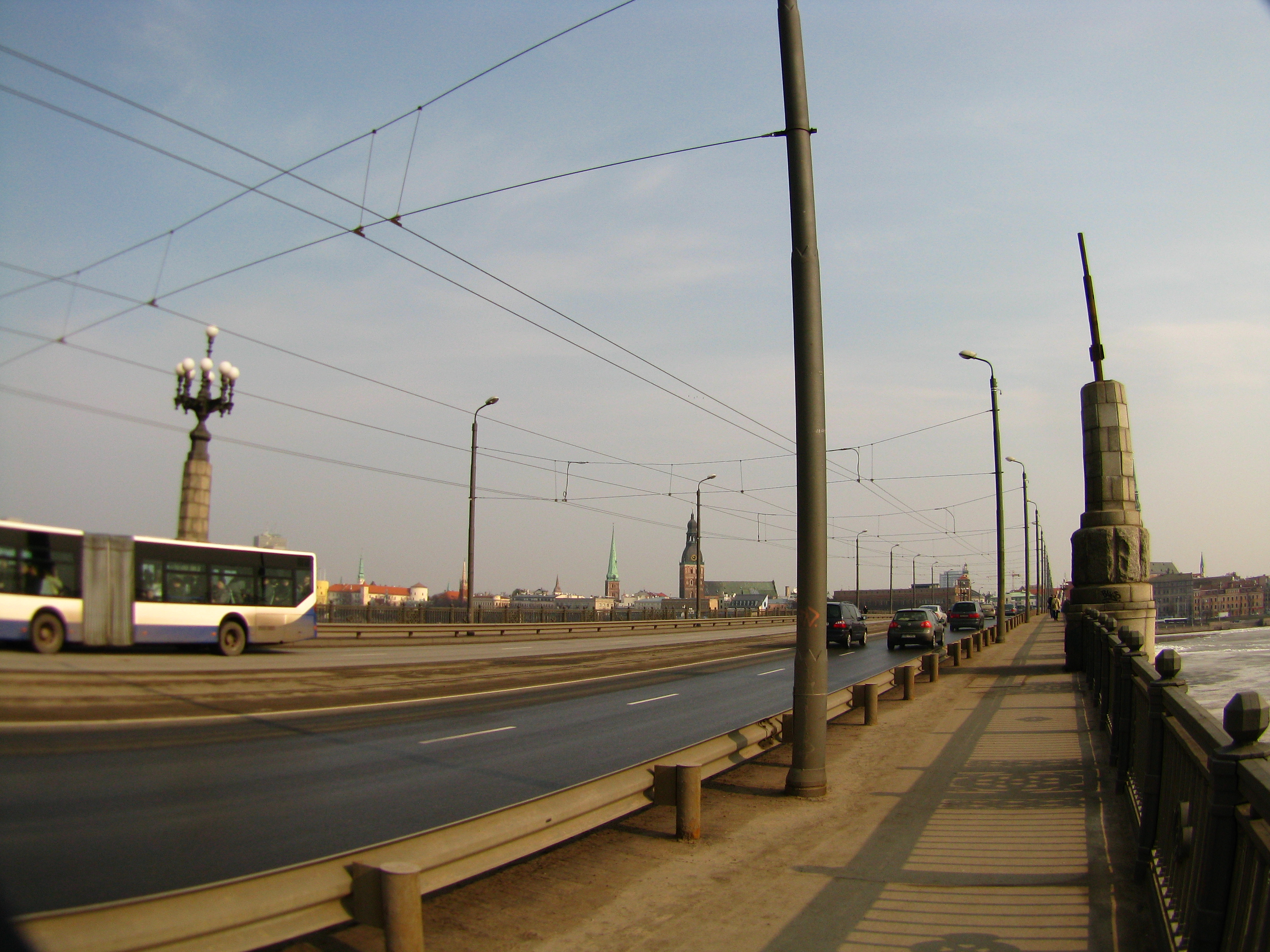
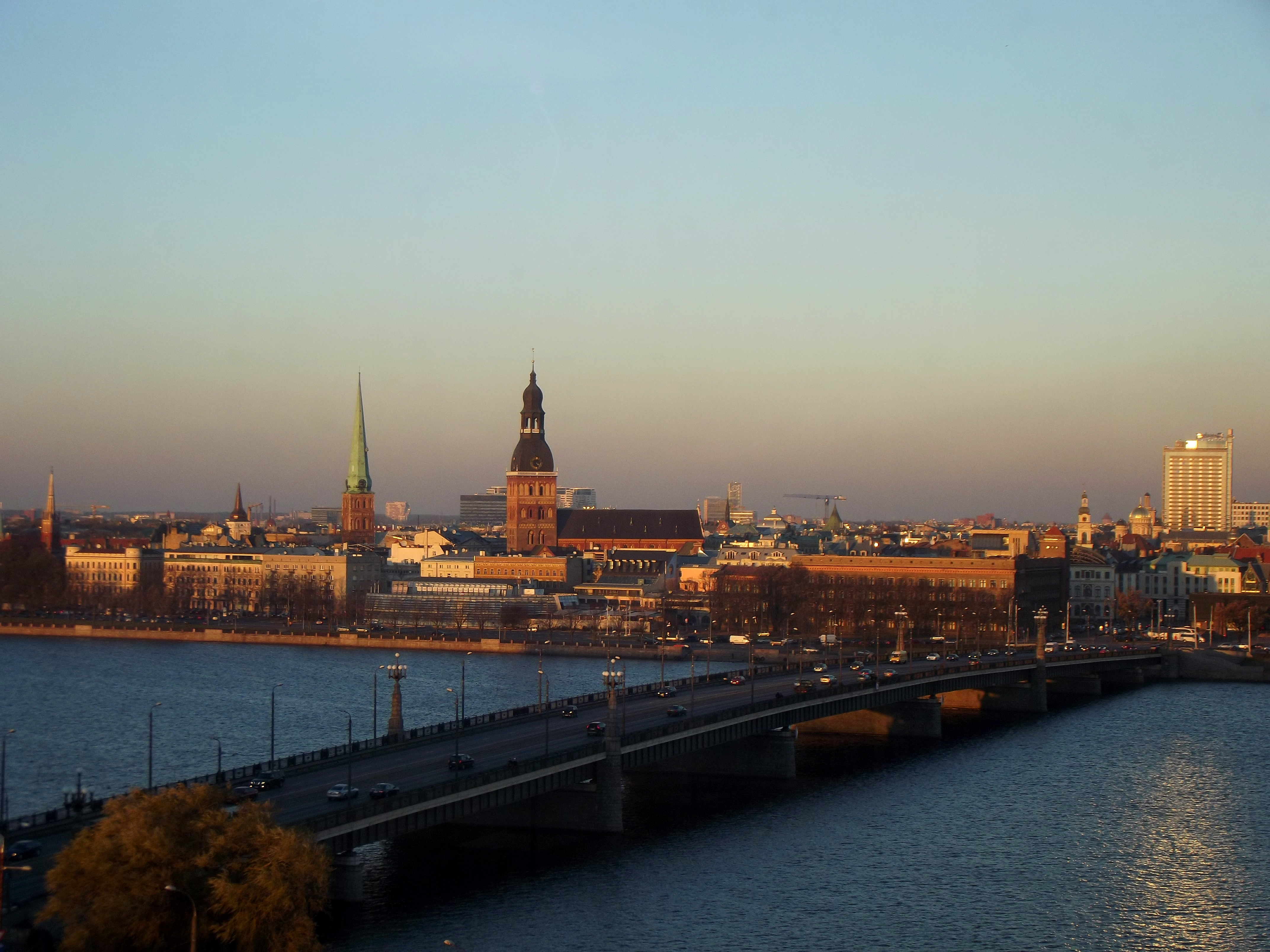

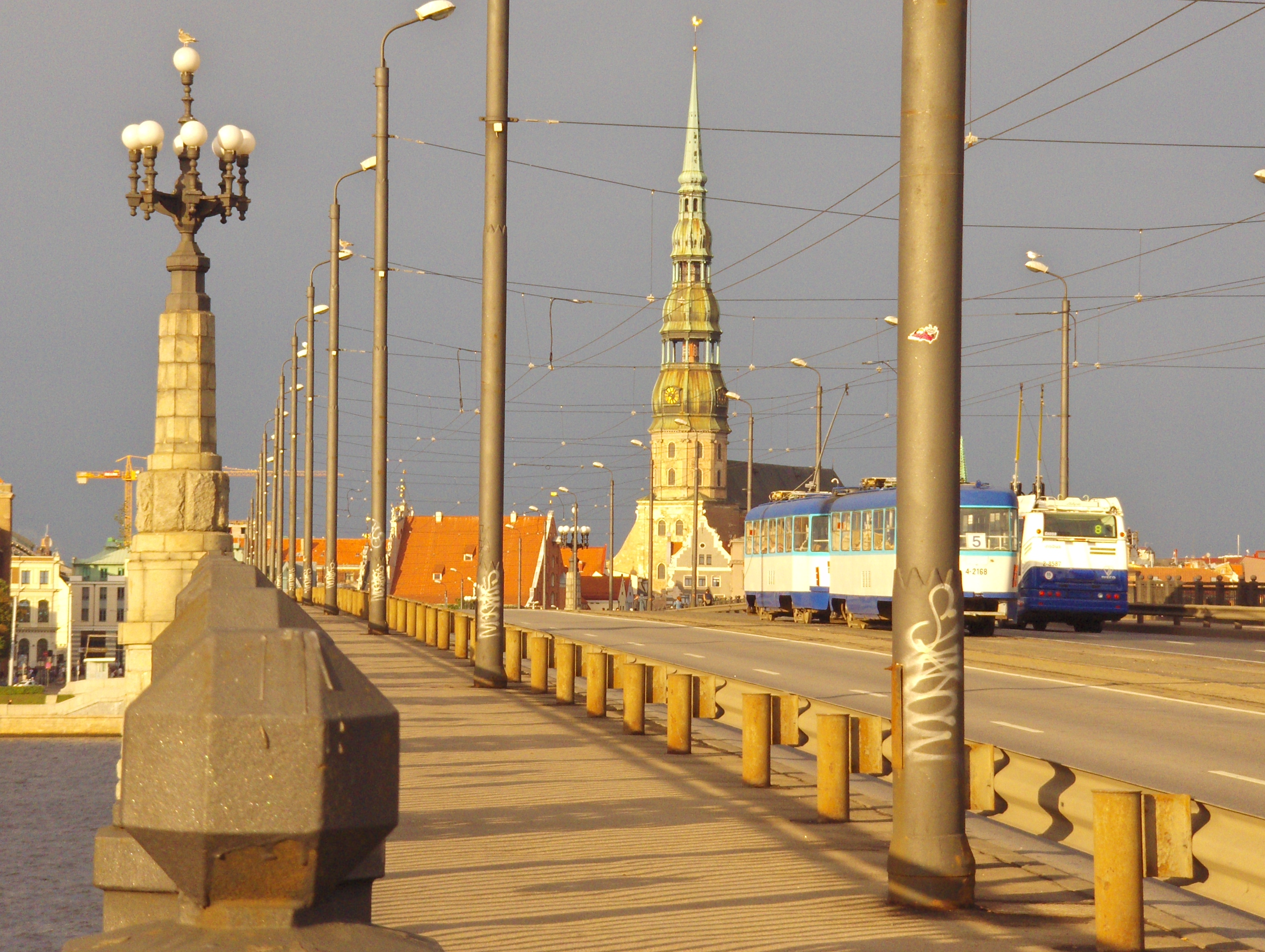
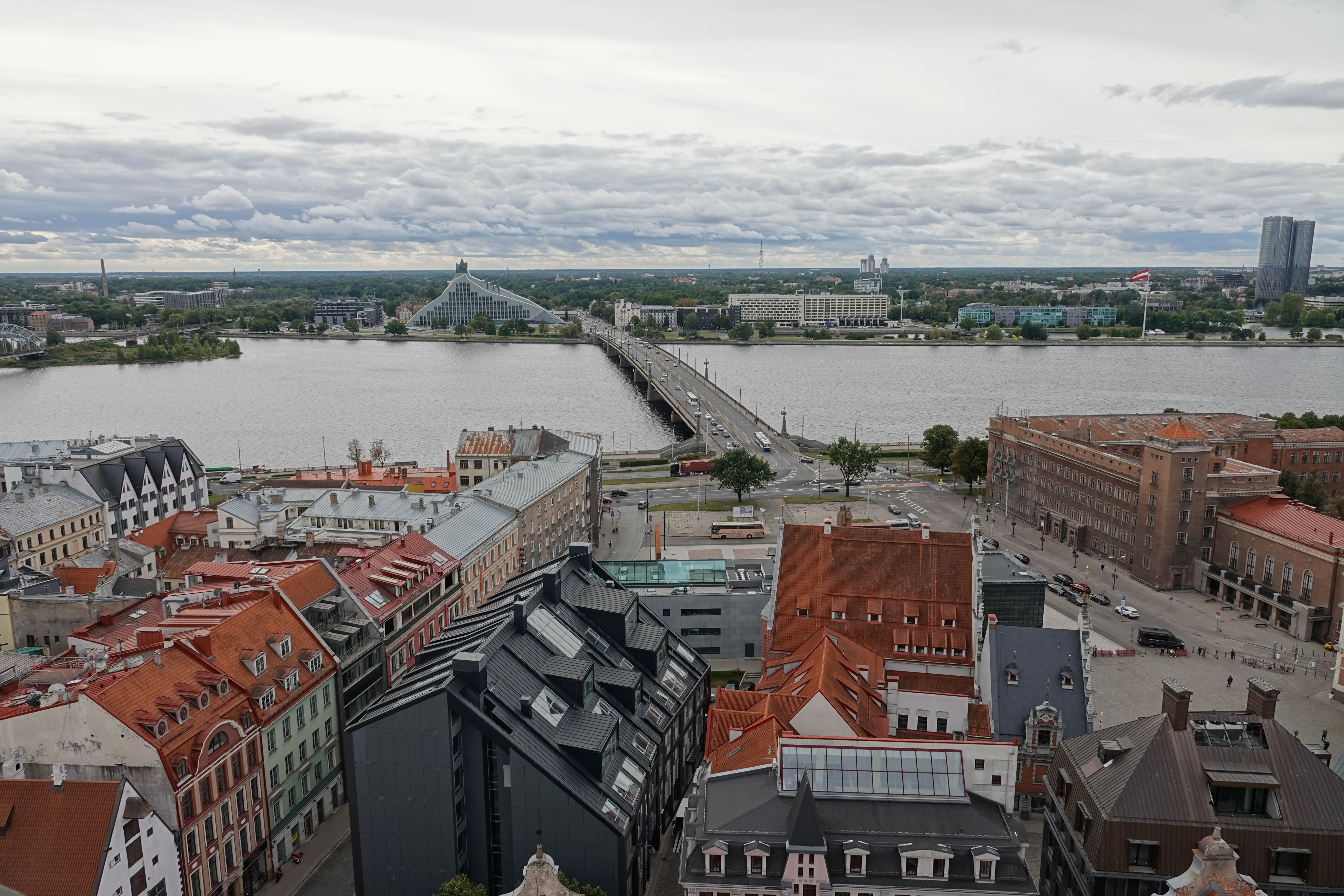
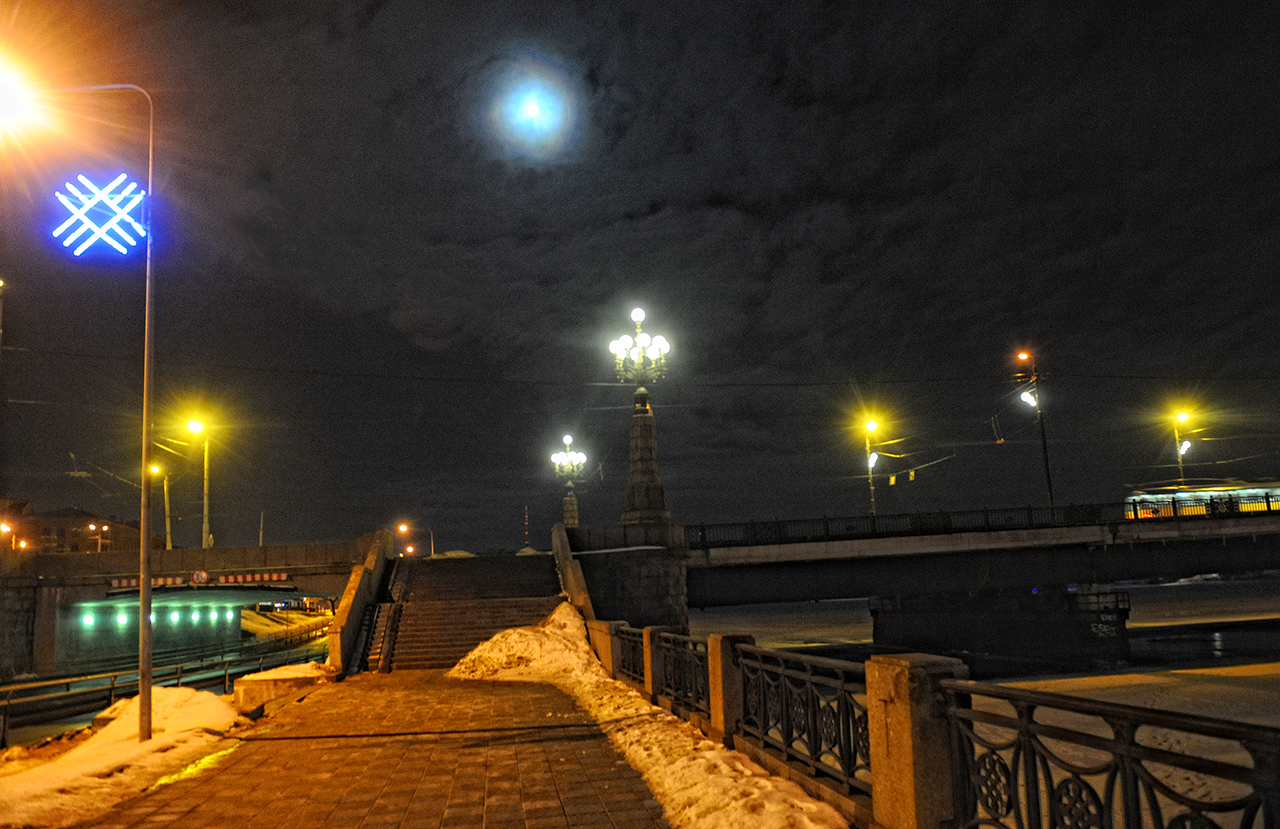